# Hydrotaea maquensis
Hydrotaea maquensis är en tvåvingeart som beskrevs av Wu 1990. Hydrotaea maquensis ingår i släktet Hydrotaea och familjen husflugor. Inga underarter finns listade i Catalogue of Life.